# Jiří Georg Dokoupil
Jiří Georg Dokoupil (Krnov, 3 de junho de 1954) é um pintor neo-expressionista e fotógrafo tcheco. Entre suas obras, destaca-se o conjunto de seis fotografias denominado Madonnas in Ecstasy, exposto no Museu Rainha Sofia em Madrid.